# Adrijana Mori
Adrijana Mori (Ožbalt, 17 agosto 2000) è una calciatrice slovena, attaccante del Turbine Potsdam e della nazionale slovena.

## Carriera

### Nazionale
Mori inizia a essere convocata dalla Federcalcio slovena nel 2015, inizialmente per vestire la maglia della formazione Under-17 impegnata nelle qualificazioni all'Europeo di Bielorussia 2016, debuttandovi il 16 ottobre 2015 nell'incontro perso 3-0 con le pari età della Serbia e giocando tutti i tre incontri della prima fase dove la sua nazionale viene eliminata. Rimasta in quota anche per le successive qualificazioni all'Europeo della Repubblica Ceca 2017, condivide con le compagne una buona prestazione che le porta a sfiorare l'accesso alla fase finale per la prima volta nella storia sportiva della giovanile slovena. In quest'ultima fase scende in campo in tutti i 6 incontri, totalizzando complessivamente 9 presenze negli incontri UEFA di categoria ai quali si aggiungono altre amichevoli.
Già dal 2017, appena diciassettenne, viene convocata in Under-19, formazione con la quale disputa, senza riuscire ad accedere la fase finale, sia le qualificazioni all'Europeo di Svizzera 2018, debuttandovi il 21 ottobre 2017 nella vittoria per 4-0 sul Kazakistan, che nelle successive qualificazioni all'Europeo di Scozia 2019, scendendo in campo in tutti i sei incontri in entrambe le fasi di qualificazione della Slovenia.
Sempre nel 2017, il commissario tecnico Damir Rob decide di convocarla per la prima volta in nazionale maggiore in occasione della doppia amichevole del 6 e 9 giugno con l'Albania, debuttando da titolare nel primo dei due incontri, per essere poi confermata in rosa nel corso delle qualificazioni al Mondiale di Francia 2019, dove marca 3 presenze, condividendo con le compagne il percorso che nel gruppo 5 della zona UEFA vede fallire l'accesso della sua nazionale alla fase finale.
Negli anni successivi viene più volte convocata, soprattutto in amichevoli, marcando una presenza nella fase di qualificazioni all'Europeo di Inghilterra 2022, disputando la finale, poi persa con l'Ucraina, della Croatia Cup 2019, dove il 4 marzo sigla la sua prima rete nella vittoria per 2-0 sulla Serbia, e ricevendo maggiore considerazione dal nuovo ct Jarc Borut che decide di impiegarla con più regolarità nelle qualificazioni, gruppo I della zona UEFA, al Mondiale di Australia e Nuova Zelanda 2023.

## Statistiche

### Presenze e reti nei club
Statistiche aggiornate al 7 dicembre 2022.
| Stagione               | Squadra                | Campionato             | Campionato | Campionato | Coppe nazionali | Coppe nazionali | Coppe nazionali | Coppe internazionali | Coppe internazionali | Coppe internazionali | Altre coppe | Altre coppe | Altre coppe | Totale | Totale |
| Stagione               | Squadra                | Comp                   | Pres       | Reti       | Comp            | Pres            | Reti            | Comp                 | Pres                 | Reti                 | Comp        | Pres        | Reti        | Pres   | Reti   |
| ---------------------- | ---------------------- | ---------------------- | ---------- | ---------- | --------------- | --------------- | --------------- | -------------------- | -------------------- | -------------------- | ----------- | ----------- | ----------- | ------ | ------ |
| 2016-2017              | Fužinar                | 1. SŽNL                | 16         | 11         | CS              | 1               | 1               |                      | -                    | -                    |             | -           | -           | 17     | 12     |
| 2017-2018              | Olimpia Lubiana        | 1. SŽNL                | 16         | 15         | CS              | 2               | 2               | UWCL                 | 3                    | 1                    |             | -           | -           | 21     | 18     |
| lug.-dic. 2018         | Olimpia Lubiana        | 1. SŽNL                | 12         | 17         | CS              | 1               | 1               | UWCL                 | 3                    | 0                    |             | -           | -           | 16     | 18     |
| Totale Olimpia Lubiana | Totale Olimpia Lubiana | Totale Olimpia Lubiana | 28         | 32         |                 | 3               | 3               |                      | 6                    | 1                    |             | -           | -           | 37     | 36     |
| gen.-giu. 2019         | Radomlje               | 1. SŽNL                | 2          | 2          | CS              | -               | -               |                      | -                    | -                    |             | -           | -           | 2      | 2      |
| 2019-2020              | Turbine Potsdam        | BL                     | 0          | 0          | CG              | 0               | 0               |                      | -                    | -                    |             | -           | -           | 0      | 0      |
| 2020-2021              | Turbine Potsdam        | BL                     | 3          | 1          | CG              | 1               | 1               |                      | -                    | -                    |             | -           | -           | 4      | 2      |
| Totale Turbine Potsdam | Totale Turbine Potsdam | Totale Turbine Potsdam | 3          | 1          |                 | 1               | 1               |                      | -                    | -                    |             | -           | -           | 4      | 2      |
| 2021-2022              | Carl Zeiss Jena        | BL                     | 8          | 0          | CG              | 3               | 1               |                      | -                    | -                    |             | -           | -           | 11     | 1      |
| Totale carriera        | Totale carriera        | Totale carriera        | 57         | 46         |                 | 8               | 7               |                      | 6                    | 1                    |             | -           | -           | 59     | 12     |

## Palmarès

### Club
- Campionato sloveno: 1

Olimpia Lubiana: 2017-2018